# 龙陵冬青
龙陵冬青（学名：Ilex cheniana）是冬青科冬青属的植物，是中国的特有植物。分布在中国大陆的云南等地，生长于海拔1,500米的地区，多生长于山地林中，目前尚未由人工引种栽培。

## 别名
密花冬青（植物研究）

## 异名
- Ilex congesta H. W. Li ex Y. R. Li